# Герштетен
Герштетен (њем. Gerstetten) општина је у њемачкој савезној држави Баден-Виртемберг. Једно је од 11 општинских средишта округа Хајденхајм. Према процјени из 2010. у општини је живјело 11.820 становника. Посједује регионалну шифру (AGS) 8135015.

## Географски и демографски подаци
Герштетен се налази у савезној држави Баден-Виртемберг у округу Хајденхајм. Општина се налази на надморској висини од 624 метра. Површина општине износи 92,4 km². У самом мјесту је, према процјени из 2010. године, живјело 11.820 становника. Просјечна густина становништва износи 128 становника/km².